# Timema cristinae
Timema cristinae är en insektsart som beskrevs av Joyce Winifred Vickery 1993. Timema cristinae ingår i släktet Timema och familjen Timematidae. Inga underarter finns listade i Catalogue of Life.